# Honguemare-Guenouville
Honguemare-Guenouville is een gemeente in het Franse departement Eure (regio Normandië) en telt 606 inwoners (1999). De plaats maakt deel uit van het arrondissement Bernay.

## Geografie
De oppervlakte van Honguemare-Guenouville bedraagt 9,3 km², de bevolkingsdichtheid is 65,2 inwoners per km².
De onderstaande kaart toont de ligging van Honguemare-Guenouville met de belangrijkste infrastructuur en aangrenzende gemeenten.

## Demografie
Onderstaande figuur toont het verloop van het inwonertal (bron: INSEE-tellingen).